# Rúnar Örn Ágústsson
Rúnar Örn Ágústsson (né le 7 juillet 1985) est un coureur cycliste islandais.

## Biographie
En 2018, Rúnar Örn Ágústsson devient champion d'Islande du contre-la-montre. L'année suivante, il participe au contre-la-montre des championnats du monde, où il se classe 49e.

## Palmarès et résultats

### Palmarès par année
- 2016
  - 2e du championnat d'Islande sur route
- 2017
  - 2e du championnat d'Islande du contre-la-montre
- 2018
  -  Champion d'Islande du contre-la-montre
- 2020
  - 2e du championnat d'Islande du contre-la-montre
- 2021
  -  Champion d'Islande du contre-la-montre
  - 2e et 6e étapes du Greifans Cycling Festival

### Classements mondiaux
| Année           | 2017   | 2018 | 2019   | 2020 |
| --------------- | ------ | ---- | ------ | ---- |
| UCI Europe Tour | 1 374e |      | 1 265e | 920e |